# Georg Ludwig von Puttkamer

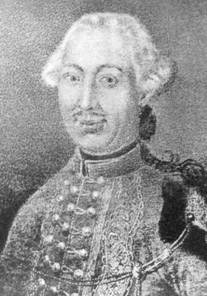
Georg Ludwig von Puttkamer

Georg Ludwig von Puttkamer (ur. 11 kwietnia 1715 w Wierszynie; zm. 12 sierpnia 1759 pod Kunowicami) – pruski generał, wywodzący się z pomorskiej rodziny arystokratycznej von Puttkamer.

## Życie
Georg Ludwig von Puttkamer był trzecim synem Andreasa Joachima von Puttkamera (1665-1721) i Margarethe Dorothee von Below (1684-1755). Miał siedem sióstr i trzech braci, z czego jeden brat i cztery siostry zmarli jeszcze w dzieciństwie. Poślubił Luise von Weißenfels, z którą miał dwie córki i dwóch synów.
Puttkamer pobierał nauki u nauczyciela domowego i na koniec edukacji miał ukończyć gimnazjum w Gdańsku. Został oficerem armii Królestwa Pruskiego. Wstąpił do 4 Regimentu Kirasjerów. W 1740 za rządów króla Fryderyka II został najstarszym lejtnantem w 3 Regimencie Huzarów. 
Podczas wojny siedmioletniej w lutym 1795 razem z gen. Moritzem von Wobersnow przedostał się do Polski, by zniszczyć tam rosyjskie magazyny. 12 sierpnia 1759 poległ w bitwie pod Kunowicami. Jego zwłoki przewieziono do Kostrzyna nad Odrą i tam je pochowano.